# Kakuåsen
Kakuåsen är en drygt 200 år gammal by i Gåxsjö socken, Strömsunds kommun, Jämtland (Jämtlands län)som ligger mellan byarna Brattåsen och Ottsjön.

## Historia
År 1807 flyttade de två första nybyggarfamiljerna in i Kakuåsen; dragonen Nils Lars Kjempe och hustrun Gölin Mortensdotter samt torparen Per Carls men därefter har befolson med hustru Lisbeth Jacobsdotter och barnen Carl och Gölin. Som mest fanns i mitten på 1920-talet en befolkning på runt 200 invånare. 
Då man i byn främst livnärt sig på jord- och skogsbruk som var små och inte så bärkraftiga, gick det fort med nedläggningarna vid rationaliseringarna på 1930-1950-talen. Då fanns cirka 25 jordbruk i byn jämfört med endast ett idag. Effektiviseringen av skogsbruket ledde även det till en rationalisering som ledde till färre arbetstillfällen i byn. Då staten satsade mer på utbyggnaden av industrin och infrastrukturen i de södra delarna av Sverige ledde det till att många flyttade söderut. Staten hjälpte även aktivt till med ekonomisk flytthjälp. 
Innan rationaliseringarna fanns både skola, affärer samt post- och telestationer i byn, men idag finns inget av detta kvar, en utveckling som skett i flertalet mindre byar i Norrlands inland.